# Ellen Jones
Ellen Jones is een Australisch waterskiester.

## Levensloop
Jones werd in 2019 wereldkampioene in de Formule 1 van het waterski racing.

## Palmares
- Wereldkampioenschap: 2019